# Chantal Meek
Chantal Olivia Meek (Kent, 19 settembre 1978) è una canoista australiana, vincitrice della medaglia di bronzo ai Giochi olimpici di Pechino 2008 nel K4 500 m.

## Palmarès
- Olimpiadi

Pechino 2008: bronzo nel K4 500 m.
- Mondiali

2003 - Gainesville: bronzo nel K4 1000 m.